# I Didn't Do It
I Didn't Do It (Yo no lo hice en Latinoamérica y ¡Yo no he sido! en España) es una serie de comedia adolescente estadounidense emitida por la cadena Disney Channel. Es protagonizada por Olivia Holt, Austin North, Piper Curda, Peyton Clark y Sarah Gilman. Se estrenó el 17 de enero de 2014 en los Estados Unidos. Fue creada por Tod Himmel y Josh Silverstein. El episodio piloto tuvo una audiencia de 3.9 millones de espectadores. El 3 de julio de 2014, Disney renovó la serie para una segunda temporada. La serie finalizó el 16 de octubre de 2015.

## Trama
En la serie, los gemelos fraternales y ultra-competitivos Lindy y Logan Watson, junto con sus tres mejores amigos pasan su primer año de escuela secundaria. En la primera temporada, cada episodio comienza con la situación cómica de "¿Qué ha pasado?", utilizando flashbacks durante los episodios para contar historias extrañas de los hermanos hasta llegar al momento mostrado al principio, ocurriendo casi al final del episodio; sin embargo, este concepto fue abandonado en la segunda temporada.

## Personajes

### Personajes Principales
- Lindy Watson.[7] (Olivia Holt): es geeky, nerd y una marginada en lo deportivo. Ella se acerca a la escuela secundaria con un aspecto totalmente nuevo con su mejor amiga que le enseña cómo estar a la moda y convertirse en una chica nueva.[8] En "Dance Fever", su némesis es una niña llamada Sherri (Peyton List) y también muestra que ha tenido asistencia perfecta durante ocho años sin faltar a la escuela. En "Snow Problem", se revela que Lindy es una buena snowboarder. Lindy puede ser una buena pareja y a veces se usa como sello de aprobación de sus amigos cuando le preguntan a sus padres si pueden ir a algún lugar. En "Fireman Freddy's Spaghetti Station", se muestra que le gustan las personas de arriba, aunque al principio lo niega.
- Logan Watson.[7] (Austin North): es un adolescente muy relajado, fresco, frío y confiado y tiene grandes planes de dejar su huella en la escuela secundaria. Pero esos planes a veces chocan con su hermana, Lindy.[9] Logan a menudo trata de tomar el camino más fácil y tampoco es el estudiante más inteligente o dedicado. Jasmine tiene sentimientos por Logan, que descubrió en "Logan Finds Out!". También se reveló en "Falling for ... Who?" que Logan devuelve los sentimientos de Jasmine y de inmediato se enamora de ella. Logan también intentó preguntarle a Jasmine, pero era demasiado tarde porque había comenzado a salir con Owen. También se demostró que, a pesar del comportamiento de Logan, él es muy sensible de corazón, teniendo en cuenta que lloró un poco por Jasmine cuando ella comenzó a salir con Owen. Eventualmente, Logan y Jasmine admiten sus sentimientos mutuos, finalmente comparten su primer beso, finalmente se convierten en pareja, y admiten que se aman en "The Rescuers". Jasmine y Logan terminan juntos después de que ella lo elige sobre Owen.
- Jasmine Kang.[7] (Piper Curda): es una adolescente inteligente, atrevida y moderna. Ella también siempre apoya a sus cuatro mejores amigos. Una fashionista desde tercer grado, Jasmine se nutre de buenas notas, haciendo travesuras atrevidas y con el atuendo perfecto para cada ocasión. En "Lindy Nose Best", Jasmine desarrolló sentimientos por Logan y casi confesó sus sentimientos a Logan antes de que él le dijera que iría al cine con Jenna. En "Slumber Party!", Continuó centrándose en su enamoramiento con Logan cuando fue su turno de hablar sobre chicos. Se ve que Jasmine es muy sensible en el fondo, teniendo en cuenta que casi lloró por Logan cuando volvió a estar con Erin en "Logan Finds Out!" También se reveló que a Jasmine le ha gustado Logan durante aproximadamente un año. Eventualmente, Logan y Jasmine admiten sus sentimientos mutuos, finalmente comparten su primer beso, finalmente se convierten en pareja, y admiten que se aman en "The Rescuers". Jasmine y Logan terminan juntos después de que ella lo elige sobre Owen.
- Garrett Spenger.[7] (Peyton Clark): es una persona que tiene una fobia con los gérmenes y puede ser obsesivo con los detalles más oscuros. Su afinidad por la limpieza y el orden constantemente es empujado hasta el límite de sus cuatro amigos.[7] En "Dear High School Self", se demostró que Garrett es malo en los rompecabezas. En "If It Tastes Like a Brussels Sprout", no usa baños públicos. En "Now Museum, Now You Do not", se reveló que tiene la costumbre de morderse las uñas. Mientras que Garrett tiende a llevar las cosas un poco demasiado lejos para llegar al fondo de los engaños, por lo general tiene razón.
- Delia Delfano.[7] (Sarah Gilman): es una persona excéntrica y adorable. Ella es muy abierta, tiene ascendencia latina y si hay algo que no debe ser dicho en voz alta, Delia probablemente ya lo habrá soltado a cabo, muy a pesar de sus amigos y el deleite secreto. Ella no se considera a sí misma como parte de la multitud de la escuela y se burla de personas como las porristas, que siempre son tan brillantes y llenas de vida.[7]

### Personajes Secundarios
- Betty LeBow (Karen Malina White) es dueña de Rumble Juice, donde el grupo se queda. Garrett también trabaja para ella.

- Kevin LeBow (Theodore Barnes) es el sobrino de Betty.

- Owen (Reed Alvarado) es el exnovio de Jasmine. En "The Rescuers", Jasmine termina con él para estar con Logan.

## Invitados especiales
- Marc Evan Jackson como Herb Buffington.
- JC Gonzalez como Mike.
- Charles Malik Whitfield como Entrenador Laketta.
- Lindsey Alley como Judy.
- Kirstin Eggers como Tammy.
- Peyton List como Sherry.

## Producción
Un piloto de la serie se anunció en noviembre de 2012 con la producción del piloto programada para enero de 2013. La serie se retiró el 18 de junio de 2013. La serie comenzó a transmitirse el 17 de enero de 2014. El 3 de julio de 2014, Disney ordenó una segunda temporada de la serie. La segunda temporada se estrenó el 15 de febrero de 2015. La serie finalizó el 16 de octubre de 2015. El show fue cancelado en el verano de 2015, pero Disney no se lo contó a nadie hasta que salió al aire el final de la serie. Fue cancelado debido a la falta de espectadores. Desde que el show fue cancelado, fue el primer show de Disney en aproximadamente 5 años que se canceló después de dos temporadas y no se renovó para una tercera temporada, después de Jonas y Sonny With A Chance.

## Doblaje al español
| Personaje                                                                   | Actor original      | Actor de doblaje (Latinoamérica)                                            | Actor de doblaje (España)              | Temporada |
| --------------------------------------------------------------------------- | ------------------- | --------------------------------------------------------------------------- | -------------------------------------- | --------- |
| Lindy Watson                                                                | Olivia Holt         | Monserrat Mendoza                                                           | Marta Almazán                          | 1ª-2ª     |
| Logan Watson                                                                | Austin North        | José Antonio Toledano                                                       | Nacho Aldeguer                         | 1ª-2ª     |
| Jasmine Kang                                                                | Piper Curda         | Constanza Faraggi                                                           | Ana Esther Alborg                      | 1ª-2ª     |
| Garrett Spenger                                                             | Peyton Clark        | Santiago Maurig                                                             | Jesús Barreda                          | 1ª-2ª     |
| Delia Delfano                                                               | Sarah Gilman        | Erika Ugalde                                                                | Crismar López                          | 1ª-2ª     |
| Intro                                                                       | Olivia Holt         | Melissa Gedeón                                                              | Sin Doblar                             | 1ª-2ª     |
| Créditos técnicos                                                           |                     |                                                                             |                                        |           |
| Estudio de doblaje                                                          | Estudio de doblaje  | Diseño en Audio, México D.F., México Media Pro Com, Buenos Aires, Argentina | SDI MEDIA, Madrid, Barcelona, Santiago |           |
| Director de doblaje                                                         | Director de doblaje | Raul Aldana                                                                 | Juan José López Lespe                  |           |
| Traductor                                                                   | Traductor           | Carolina Fierro                                                             | Ana Álvarez                            |           |
| Adaptador                                                                   | Adaptador           | Carolina Fierro                                                             | Juan José López Lespe                  |           |
| Doblaje al español producido por Disney Character Voices International Inc. |                     |                                                                             |                                        |           |

## Episodios
| Temporada | Temporada | Episodios | Estados Unidos        | Estados Unidos         | Latinoamérica       | Latinoamérica           | España              | España              |
| Temporada | Temporada | Episodios | Comienzo              | Final                  | Comienzo            | Final                   | Comienzo            | Final               |
| --------- | --------- | --------- | --------------------- | ---------------------- | ------------------- | ----------------------- | ------------------- | ------------------- |
|           | 1         | 20        | 17 de enero de 2014   | 7 de diciembre de 2014 | 11 de mayo de 2014  | 19 de diciembre de 2014 | 16 de mayo de 2014  | 6 de marzo de 2015  |
|           | 2         | 19        | 15 de febrero de 2015 | 16 de octubre de 2015  | 19 de abril de 2015 | 28 de abril de 2016     | 19 de junio de 2015 | 12 de marzo de 2017 |